# Royalton (Illinois)
Royalton es una villa ubicada en el condado de Franklin en el estado estadounidense de Illinois. En el Censo de 2010 tenía una población de 1151 habitantes y una densidad poblacional de 395,73 personas por km².

## Geografía
Royalton se encuentra ubicada en las coordenadas 37°52′40″N 89°6′49″O / 37.87778, -89.11361. Según la Oficina del Censo de los Estados Unidos, Royalton tiene una superficie total de 2.91 km², de la cual 2.89 km² corresponden a tierra firme y (0.71%) 0.02 km² es agua.

## Demografía
Según el censo de 2010, había 1151 personas residiendo en Royalton. La densidad de población era de 395,73 hab./km². De los 1151 habitantes, Royalton estaba compuesto por el 96.87% blancos, el 0.17% eran afroamericanos, el 0.09% eran amerindios, el 0.26% eran asiáticos, el 0% eran isleños del Pacífico, el 0.09% eran de otras razas y el 2.52% pertenecían a dos o más razas. Del total de la población el 0.96% eran hispanos o latinos de cualquier raza.